# 加藤哲也
加藤 哲也（かとう てつや、1959年2月20日 - ）は、日本の自動車評論家、雑誌編集者、実業家。2010年より株式会社カーグラフィック代表取締役社長。2023年より日本カー・オブ・ザ・イヤー実行委員会実行委員長。

## 経歴
1959年（昭和34年）、東京都生まれ。玉川大学文学部芸術学科演劇専攻卒業。映画監督のベルナルド・ベルトルッチに憧れ、大学時代には演劇を学んだ。大学卒業後はテレビ番組制作会社に勤務、ADなどを務めるも挫折し、1985年、出版社である二玄社に入社した。自動車雑誌・『カーグラフィック』（二玄社）に配属され、1995年に同誌副編集長、2000年には同誌編集長に就任した。2007年、姉妹誌であった自動車雑誌『NAVI』に編集長として異動、2010年、同誌廃刊の直前に退任した。
加藤の編集する自動車雑誌は、輸入車や高級車を好んで取り上げることで知られた。郷田ほづみとは学生時代から付き合いがあり、お互いにアルファロメオ好きである。
2010年4月に二玄社からカーグラフィックの発行を引き継いだ株式会社カーグラフィックが設立され加藤が代表取締役社長に就任した。
自転車好きでも知られ、2013年以降毎年J SPORTS cycle road raceのツール・ド・フランス生中継にゲスト出演している。